# Khaserianthus acutipennis
Khaserianthus acutipennis är en insektsart som först beskrevs av Henri Saussure 1903.  Khaserianthus acutipennis ingår i släktet Khaserianthus och familjen Chorotypidae. Inga underarter finns listade i Catalogue of Life.